# Posesiones de Louviers
Las posesiones de Louviers son un caso de histeria colectiva ocurrido en un convento de Louviers entre 1643 y 1647. Al igual que los casos de Aix-en-Provence y Loudun, las acusaciones de las supuestas víctimas provocaron la condena de un religioso.
La fuente de información del caso proviene, en mayor medida, de un libro de 1652 titulado Histoire de Magdelaine Bavent, Religieuse de Louviers, avec son interrogatoir, etc. (Historia de Magdelaine Bavent, religiosa de Louviers, junto con su interrogatorio, etc.), el cual reproduce una entrevista con Bavent realizada por un oratoriano.

## Acusaciones
Madelaine Bavent nació en Ruan en 1607. Huérfana a los 9 años, con 12 se desempeñaba como aprendiz de una trabajadora de lino cuyo negocio dependía del patrocinio de la Iglesia. De acuerdo con el historiador Jules Michelet, el confesor del lugar probablemente drogaba a sus aprendices con algo parecido a la belladonna y les hacía creer que los llevaba a un aquelarre. Hizo esto al parecer con tres de ellos, siendo Madelaine, en aquel entonces de 14 años, la cuarta. A los 16, Bavent ingresó en un convento hospitalario establecido en los bosques a las afueras de Louviers. Michelet afirma que el padre David, un supervisor de edad avanzada, era un «adamita» que predicaba «la desnudez que Adán practicó en su inocencia», si bien Madelaine rechazó «sucumbir a esta extraña forma de vida», provocando con ello el descontento de sus superiores. La joven vivió alejada del resto de la comunidad y trabajó como tourière (monja que atiende el torno giratorio de un convento, gracias al cual se mantiene la comunicación con el mundo exterior).
Tras la muerte del padre David, su sucesor, el sacerdote Mathurin Picard, quien le otorgó el puesto de sacristán, la acosó con intenciones amorosas y pociones mágicas, logrando dejarla embarazada. Madelaine tenía 18 años para 1625; primera víctima de las supuestas posesiones, declaró en 1643 haber sido hechizada por el padre Picard (fallecido en 1642) y por el padre Thomas Boulle, vicario de Louviers. En su confesión a las autoridades, sostuvo que los dos hombres la secuestraron y la llevaron a un aquelarre, donde contrajo nupcias con el Diablo (a quien llamó «Dragón») y cometió actos carnales con él en un altar. Afirmó también que tanto Picard como Boulle fueron supuestamente crucificados y desmembrados mientras tenían lugar los hechos. La confesión de Madelaine originó una investigación en la que otras monjas informaron haber sido conducidas a aquelarres secretos por Picard y Boulle, en los cuales, según ellas, practicaron el coito con los demonios, particularmente con «Dragón». Estas afirmaciones estaban a su vez acompañadas por los síntomas clásicos de una posesión demoníaca: contorsiones, movimientos corporales antinaturales, glosolalia, palabras obscenas y blasfemias. Sumado a esto, el cuerpo de una de las religiosas, la hermana Barbara de St. Michael, estaba al parecer poseído por un demonio concreto llamado Ancitif.

## Exorcismos
Al igual que en las posesiones de Loudun una década antes, los exorcismos de Louviers se convirtieron en un espectáculo público. Casi todos los presentes fueron interrogados por los inquisidores, empezando los habitantes de Louviers a mostrar síntomas de histeria a medida que los llantos de las monjas durante los exorcismos se alzaban junto con los gritos del padre Boulle, quien fue sometido a tortura al mismo tiempo. El padre Bosroger registró estos procedimientos, los cuales publicaría en 1652. En ellos consta que se pidió a las religiosas más pruebas contra Picard y Boulle; además de tentarlas a cometer actos carnales, Satanás, supuestamente bajo la apariencia de Picard y Boulle, habría intentado llevar a las monjas por el camino de la herejía. Con aspecto de un hermoso ángel, el Diablo las habría embaucado mediante charlas teológicas tan convincentes que las monjas habrían llegado a dudar de sus enseñanzas. Cuando estas replicaron que lo que les estaba diciendo no era lo mismo que ellas habían aprendido, Satanás respondió que era un mensajero celestial enviado para revelar errores fatales que eran asumidos como dogmas. Los síntomas de posesión continuaron a lo largo de los exorcismos; un testigo escribió que una monja «corría con movimientos tan abruptos que era difícil detenerla. Uno de los clérigos presentes, habiéndola cogido del brazo, se sorprendió al encontrar que no impidió al resto del cuerpo girar y girar como si el brazo estuviese fijado al hombro meramente por un resorte».

## Sentencia
A medida que crecía la histeria, parecía inevitable la celebración de un juicio y una posterior condena al padre Boulle. Durante los exorcismos el Parlamento de Ruan emitió una sentencia: Madelaine Bavent fue condenada a permanecer encerrada de por vida, el padre Boulle a ser quemado vivo, y el cadáver de Picard a ser exhumado y quemado en la hoguera.

## Síntomas
Después de que las monjas de Louviers hubiesen declarado estar poseídas, las autoridades llevaron a cabo la tarea de catalogar los síntomas de una posesión demoníaca. El tratado elaborado incluía hasta catorce signos de posesión: 
1. Creer que se está poseído.
2. Llevar una mala vida.
3. Vivir fuera de las normas sociales.
4. Estar constantemente enfermo, caer en un sueño profundo y vomitar objetos inusuales (cualquier objeto de origen natural como sapos, serpientes, gusanos, hierro, piedras; y otros de origen artificial como uñas, alfileres, etc.).
5. Proferir obscenidades y blasfemias.
6. Verse perturbado por espíritus («una posesión y residencia absoluta e interior en el cuerpo de la persona»).
7. Mostrar un semblante horrible y aterrorizado.
8. Estar cansado de vivir.
9. Ser incontrolable y violento.
10. Producir sonidos y movimientos propios de un animal.
11. Negar el conocimiento de los ataques después de que el paroxismo haya finalizado.
12. Mostrar pánico hacia los sacramentos y reliquias sagradas.
13. Maldecir de forma violenta cualquier oración.
14. Mostrarse de manera lasciva o hacer uso de una fuerza anormal.

## En la actualidad
Hoy en día se cree ampliamente que las posesiones de Louviers, muy similares a las de Aix-en-Provence en 1611, a las de Lille en 1613, y a las de Loudun en 1634, fueron parte de un circo político y religioso. De acuerdo con Stuart Clark:
«Posesión y exorcismo fueron alegorías textuales/teatrales del conflicto entre la Iglesia y Satanás, un conflicto que, según creían los contemporáneos, estaba alcanzando su clímax a comienzos de la era moderna».
Estos casos difieren por su parte de otros más tardíos ocurridos en Inglaterra y la América colonial debido al vínculo de las posesiones con prácticas sexuales espeluznantes. Durante los exorcismos de Louviers, las monjas fueron vistas remangando sus hábitos y suplicando favores sexuales, a menudo haciendo uso de un lenguaje obsceno y movimientos lascivos. En el primero de los casos, un médico local llamado Claude Quillet escribió: «Estas pobres diablillas de monjas, viéndose encerradas entre cuatro paredes, se volvieron locas de amor, cayeron en un delirio melancólico, obrado por los deseos de la carne, y en verdad, lo que necesitaban para estar perfectamente curadas es un remedio de la carne».
La mayoría de las posesiones demoníacas en Francia durante este periodo (desde principios hasta finales del siglo xvii) tuvieron como víctimas a mujeres y ocurrieron en mayor medida en conventos. Varios médicos y psicólogos atribuyen en la actualidad muchos de estos hechos a la histeria sexual ya mencionada siglos atrás por Quillet. Robert Mandrou y Jean-Martin Charcot se hicieron eco de las declaraciones de numerosos médicos del siglo xvii y, siguiendo una escuela francesa de positivismo médico anticatólico del siglo xix, argumentaron que los trastornos mentales (principalmente la histeria) desencadenaban estos comportamientos extraños. Algunas convulsiones explicadas en el siglo xvii se consideran a día de hoy ataques de epilepsia u otras enfermedades similares. En la época en que ocurrieron estos casos, la posesión demoníaca servía como explicación ante cualquier comportamiento anómalo.
Por su parte, las historiadoras feministas rechazan el término «histeria» como misógino y la caracterización de los conventos en el siglo xvii como lugares de «frustración sexual y/o libertinaje y hastío intelectual constante». Moshe Shulovsky ve a su vez estos acontecimientos en el contexto del misticismo religioso femenino y resalta que las víctimas tendían a aparecer en conventos nuevos o recién reformados.

## Cultura popular
El álbum conceptual The Eye, de la banda de heavy metal King Diamond, relata la historia de las posesiones de Louviers. Entre los protagonistas se encuentran Madelaine Bavent y el padre Mathurin Picard.